# 陈致
陈致（1964年5月—），男，北京人，北师香港浸会大学校长、国际知名文史及汉学研究学者、香港人文学院院士，曾任香港珠海學院校長。

## 生平
1985年本科毕业于北京大学历史学系，1988年硕士毕业于南京大学中文系，1999年博士毕业于美国威斯康星大学麦迪逊分校东亚系。
2000年加入香港浸会大学，先后担任中文系主任、文学院署理院长、饶宗颐国学院院长、创意研究院副院长等职务。
2018年赴任北京师范大学-香港浸会大学联合国际学院学术副校长，2020年升任该校常务副校长。
2022年8月26日，媒体披露陈致已出任香港珠海学院候任校长，于2022年10月28日正式就任。
2024年4月1日，陈致就任北京师范大学-香港浸会大学联合国际学院（以及后来的北师香港浸会大学）第三任校长。

## 研究领域
陈致教授是中国古典文学及汉学研究学者，主要从事《诗经》、金文以及明清学术史方面的研究。

## 学术著作
- 《诗书礼乐中的传统》，上海：上海人民出版社（2012年）。共412页。 [7]

- 《余英时访谈录》，北京、香港：中华书局；台北：联经（2012年）。 [8]

- 《当代西方汉学研究集萃．中国上古史卷》(英译中)，上海：上海古籍出版社（2012年）。共466页。[9]

- 《从礼仪化到世俗化: 诗经的形成》(英译中)，收入朱渊青、陈致主编《早期中国研究丛书》(英译中)，陈致著并增改，吴仰湘、许景昭、黄梓勇译，上海：上海古籍出版社（2009年），共363页。[10]

- - 英文原版The Shaping of Book of Songs：From Ritualization to Secularization. Sankt Augustin, Germany: Monumenta Serica Institute, 2007. Pp.380. [11]

- -《詩經の形成》（Japanese version）， 陳致著；湯浅邦弘監訳；湯城吉信，古賀芳枝，草野友子，中村未来訳，日本：東方書店（2023年）。[12]

- 《中国古代诗词典故辞典》（主编），北京：燕山出版社（1991年），共820页。[13]